# Spoorlijn Euskirchen - Bad Münstereifel
De spoorlijn Euskirchen - Bad Münstereifel ook wel Erfttalbahn genoemd, is een Duitse spoorlijn en als lijn 2634 onder beheer van DB Netze.

## Geschiedenis
De spoorlijn werd door het Rheinischen Eisenbahn-Gesellschaft geopend op 1 oktober 1890. In de jaren 80 van de twintigste eeuw werd de lijn bedreigd met sluiting maar kon daarvoor behouden worden. Eind jaren 90 werd de volledige lijn inclusief stations op enkelspoor gebracht en alle stations werden haltes. Door het gebrek aan kruisingsmogelijkheden kunnen geen extra treinen worden opgenomen worden in de dienstregeling.
Bij de overstromingen in Noordwest-Europa in juli 2021 liep de baan zware schade op. Sindsdien kan zij niet meer gebruikt worden, en worden bussen ingezet.

## Treindiensten
| Serie | Treinsoort                  | Route                                                                            | Bijzonderheden          |
| ----- | --------------------------- | -------------------------------------------------------------------------------- | ----------------------- |
| RB 23 | Regionalbahn (DB Regio NRW) | Bonn Hbf – Witterschlick – Erftstadt – Rheinbach – Euskirchen – Bad Münstereifel | Voreifelbahn 1x per uur |

## Aansluitingen
In de volgende plaatsen is of was er een aansluiting op de volgende spoorlijnen:
Euskirchen
DB 2585 spoorlijn tussen Düren en Euskirchen
DB 2631 spoorlijn tussen Hürth-Kalscheuren en Ehrang
DB 2645 spoorlijn tussen Bonn en Euskirchen